# Bastarda

Bastarda

Bastarda – typ pisma gotyckiego, stanowiący połączenie cech pism kaligraficznych oraz kursywnych. Stosowano ją m.in. do pisania kodeksów.
Bastarda powstała we Francji, gdy w XIV i XV stuleciu pojawiła się tendencja do łagodzenia i zaokrąglania ostrych kątów tekstury, do rozjaśniania kolumny tekstu przez wprowadzenie światła – rozsunięcie liter, powiększenie odstępów między wyrazami i rozszerzenie interlinii. Silne są również wpływy kursywy. 
Cechami charakterystycznymi bastardy, różniącymi ją od tekstury, są (oprócz wskazanych wyżej):
- poszerzenie liter,
- wydłużenie trzonków pionowych liter wysokich,
- brak romboidalnych zakończeń łamiących linie pionowe.

Badacze wskazują kilka odmian pisma bastardowego, tj. oprócz bastardy właściwej, gotyko-antykwę oraz szwabachę.